# Glutation amid-zavisna peroksidaza
Glutation amid-zavisna peroksidaza (EC 1.11.1.17, glutationska peroksidaza zavisna od amida) je enzim sa sistematskim imenom glutation amid:vodonik-peroksid oksidoreduktaza. Ovaj enzim katalizuje sledeću hemijsku reakciju:
2 glutationski amid + H2O2 {\displaystyle \rightleftharpoons }  glutation amidni disulfid + 2H2O
Ovaj enzim, koji je izdvojen iz proteobakterija Marichromatium gracile, je himerni protein koji sadrži peroksiredoksinu-sličan N-terminus i glutaredoksinu-sličan C terminus.

## Literatura
- Nicholas C. Price; Lewis Stevens (1999). Fundamentals of Enzymology: The Cell and Molecular Biology of Catalytic Proteins (Third изд.). USA: Oxford University Press. ISBN 019850229X.
- Eric J. Toone (2006). Advances in Enzymology and Related Areas of Molecular Biology, Protein Evolution (Volume 75 изд.). Wiley-Interscience. ISBN 0471205036.
- Branden C; Tooze J. Introduction to Protein Structure. New York, NY: Garland Publishing. ISBN 0-8153-2305-0.
- Irwin H. Segel. Enzyme Kinetics: Behavior and Analysis of Rapid Equilibrium and Steady-State Enzyme Systems (Book 44 изд.). Wiley Classics Library. ISBN 0471303097.
- William P. Jencks (1987). Catalysis in Chemistry and Enzymology. Dover Publications. ISBN 0486654605.

## Spoljašnje veze
- Glutathione+amide-dependent+peroxidase на 